# Faro do Alentejo
Pour les articles homonymes, voir Faro (homonymie).
Faro do Alentejo est une paroisse civile portugaise (en portugais : freguesia) de la municipalité de Cuba dans le district de Beja.

## Géographie
Faro do Alentejo est située dans le Bas Alentejo, au sud-ouest de Cuba et au nord-ouest de Beja.

## Démographie
Lors du recensement de 2021, Faro do Alentejo compte 485 habitants.